# 郭靜
郭靜（英語：Claire Kuo，1980年8月5日—），本名郭伯瑜，臺灣女歌手，出生於香港。2003年加入福茂唱片，2007年推出首張個人專輯《我不想忘記你》出道。曾連續兩年入圍金曲獎最佳年度歌曲獎（《下一個天亮》、《在樹上唱歌》）。自2007年至2016年為止，共發行八張專輯，2017年與福茂唱片結束十多年的合約關係。2018年，與經紀人成立個人經紀公司「星動娛樂創意」至今。

## 個人背景
郭靜出生於香港，父親是香港人兼餐館老闆，母親為臺灣人，有一個哥哥。她出生不久就隨父母到台灣定居。高中畢業以推甄方式入讀世新大學圖文傳播暨數位出版學系；在校時期跟友人組成競技啦啦隊「Monster」，擔任隊員和教練，2007年4月代表台灣出賽、於日本東京舉行的《2007年競技啦啦隊亞洲公開邀請賽》海外組中獲得第一名，2022年11月在首場大型演唱會中完成生涯最後一次啦啦隊表演。早於在2003年，福茂唱片職員到台北東區進行餐廳市場調查，期間到郭靜父親主理的港式餐廳「香港品源餐廳」，得知女兒有好歌喉，而使她獲得青睞開始接受訓練。郭靜曾參演潘瑋柏《誰是MVP》（2005年）和孫燕姿《夢不落》（2005年）兩首歌的音樂錄影帶拍攝。
郭靜在2007年出道前，福茂唱片為了隱藏其身分及名字，讓她以「Claire」名義主唱五部偶像劇《家有菲菲》、《火線任務》、《偷天換日》、《海豚愛上貓》和《屋頂上的綠寶石》的片尾曲與插曲，更透過台灣社交網站「優仕網」宣傳；因其曲風清新婉轉，聲音溫暖細膩，加上以「純愛」作口號在各大網站登廣告，漸漸受到華人歡迎。經培訓五年後至2007年6月29日才推出首張個人專輯《我不想忘記你》正式出道，不過專輯推出即登上五大唱片暢銷排行榜（五大金榜）及各大排行榜冠軍或前列位置。隨後至2016年的十年間，郭靜幾乎一年發行一張唱片，其中也有多首為人所熟悉的歌曲，包括《下一個天亮》、《心牆》、《在樹上唱歌》、《陪著我的時候想著她》、《我們都能幸福著》等等。
2017年，郭靜與福茂唱片結束10多年的合約關係，2018年宣布加入中國公司飛寶傳媒（至2022年結束合約），同年加入星億星娛樂經紀公司至今。2022年她與朋友合資開設「麻十七川鹵專売所」，主要經營麻辣冷滷生意。

## 軼事

### 爭議：《心牆》翻唱風波
由林俊傑作曲、姚若龍填詞的《心牆》一曲，2005年原本是由同郭靜為福茂唱片的同期新人貝芳（現林采欣）所演唱，網路流傳版本之演唱者遭誤植為郭靜，歌曲流傳甚廣且頗受歡迎。2009年福茂唱片將該歌曲讓郭靜在專輯《在樹上唱歌》中翻唱《心牆》。

## 公開演出圖集

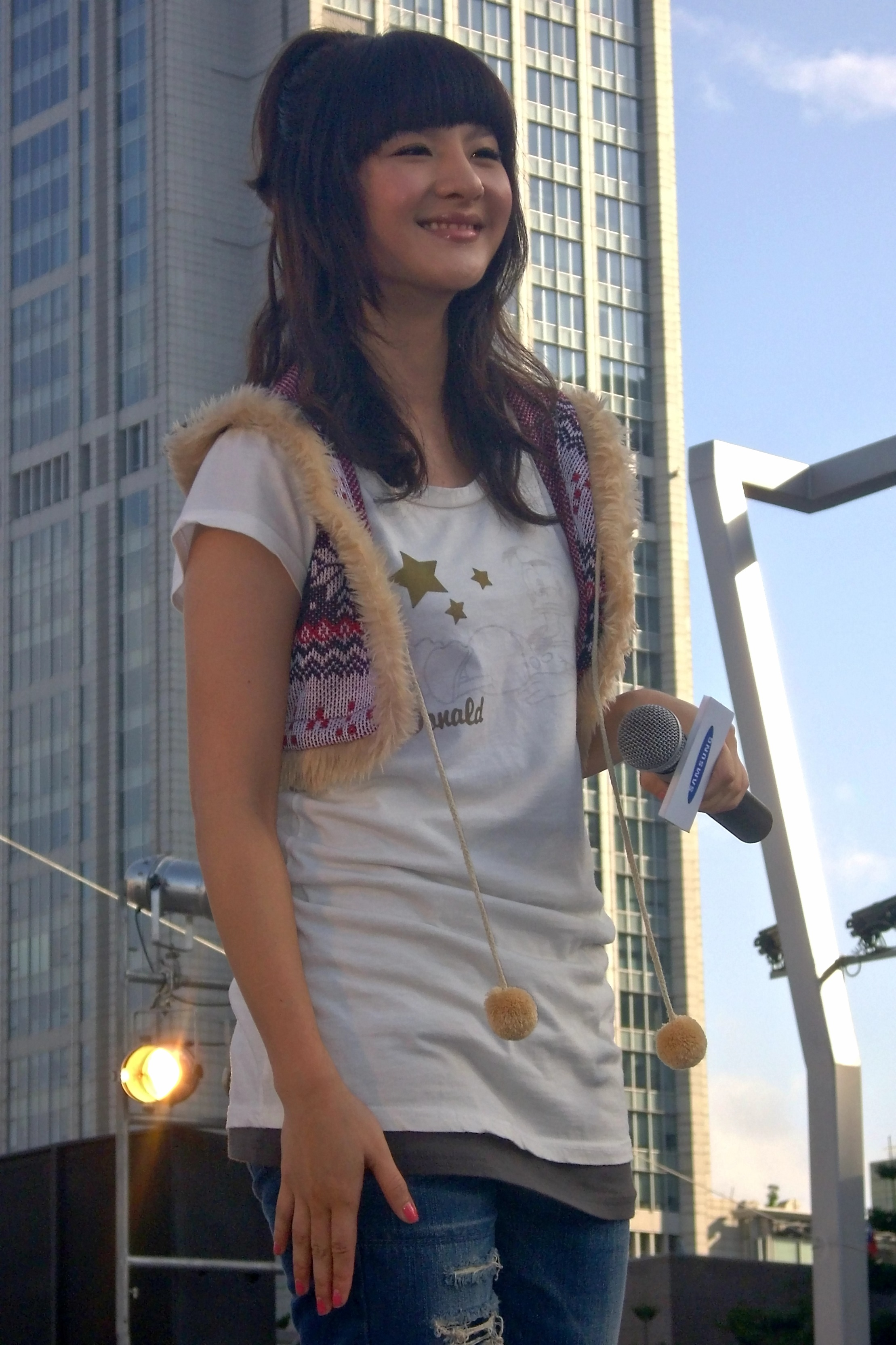
郭靜於《三星活力路跑 台北》演出（2008年）
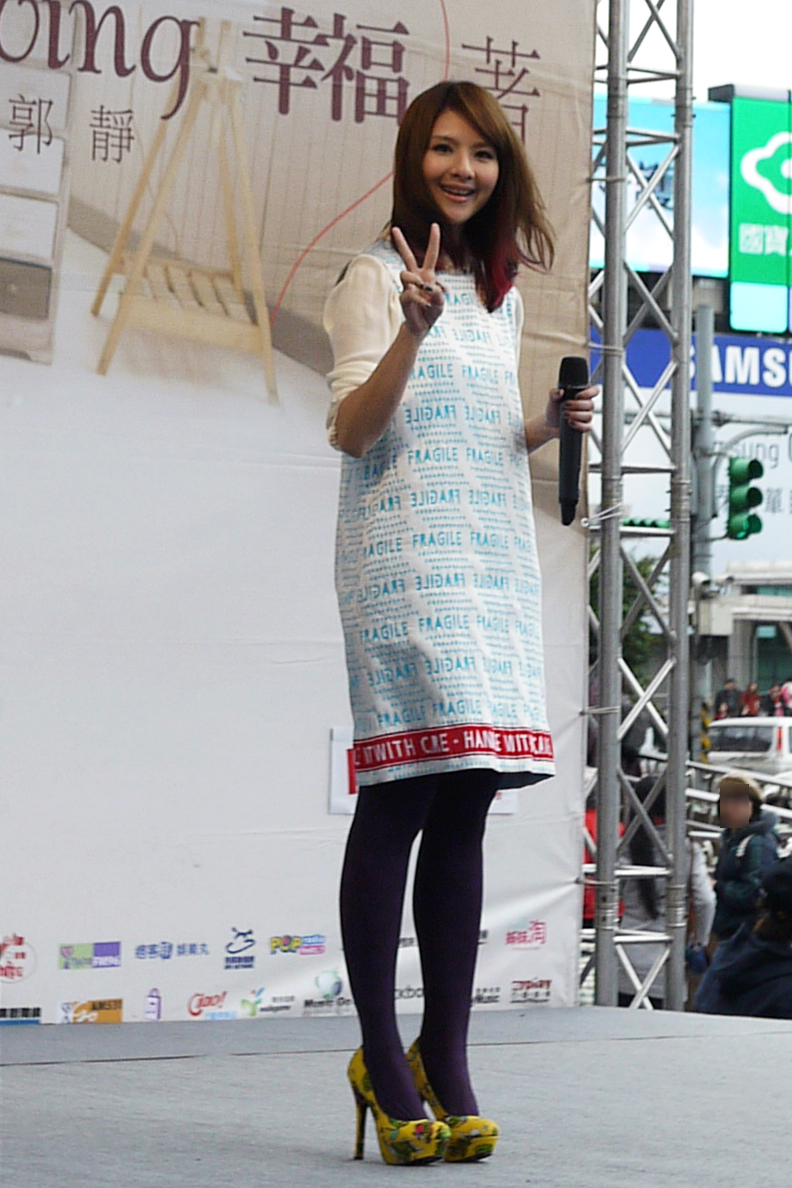
郭靜於台北舉行《我們都能幸福著》簽唱會（2013年）
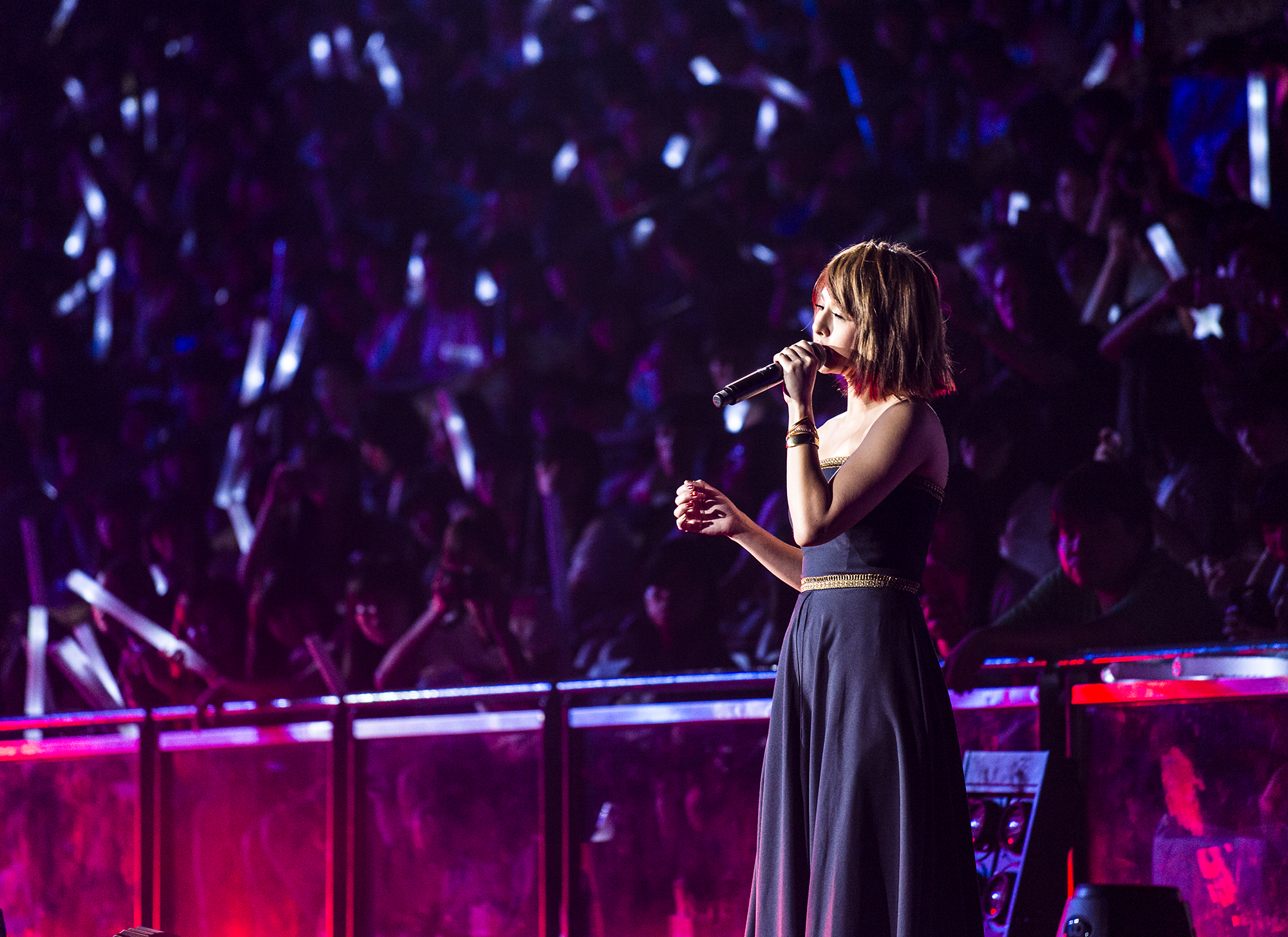
郭靜於《Hito流行音樂獎頒獎典禮》中獲獎（2015年）

## 音樂作品

### 錄音室專輯
| 專輯 | 名稱                   | 發行時間       | 發行公司 | 曲目 |
| ---- | ---------------------- | -------------- | -------- | --- |
| 1st  | 《我不想忘記你》       | 2007年6月29日  | 福茂唱片 | 曲目 1. 我不想忘記你 2. 仨人 3. 想個不停 4. Leave 5. 一個人彈琴 6. 麻雀 7. 你的香氣 8. 拉警報 9. 時光 10. 有生之年                                                     |
| 2nd  | 《下一個天亮》         | 2008年5月9日   | 福茂唱片 | 曲目 1. 下一個天亮 2. 百分百 3. 大玩笑 4. 愛情訊息 5. 慢慢紀念 6. 不藥而癒 7. 回音 8. 知道 9. 界線 10. 感冒                                                            |
| 3rd  | 《在樹上唱歌》         | 2009年5月22日  | 福茂唱片 | 曲目 1. 在樹上唱歌 2. 明白 3. 心牆（原唱林采欣) 4. 牛角尖 5. 簡單 6. Goodbye 7. 蒙娜麗莎 8. 三部曲 9. 不說 10. 看見                                                    |
| 4th  | 《妳 朋友》            | 2010年5月14日  | 福茂唱片 | 曲目 1. Encore LaLa 2. 嫁妝 3. 聊天 4. 每一天都不同 5. 總算我們也愛過 6. 有溫柔 7. 最後一支舞 8. 今天起 9. 離開你的愛 10. 悸動                                         |
| 5th  | 《陪著我的時候想著她》 | 2011年8月25日  | 福茂唱片 | 曲目 1. 陪著我的時候想著她 2. 愛情模樣 3. 下一個奇蹟 4. 軟綿綿 5. 往未來飛的客機 6. 本來 7. 又是艷陽天 8. 算不算 9. 靜電 10. 離開                                      |
| 6th  | 《我們都能幸福著》     | 2012年12月7日  | 福茂唱片 | 曲目 1. 像我這樣 2. 回憶的閣樓 3. 別去問他好嗎 4. 謝謝你告訴我 5. Du Du好 6. 單身美好 7. 隨意 8. 放下 9. 我們都能幸福著 10. 擁抱你的微笑                               |
| 7th  | 《豔遇》               | 2014年6月26日  | 福茂唱片 | 曲目 1. 不還 2. 即溶愛人 3. 分手的第-1天 4. 我的小森林 5. 秋風舞黃葉 6. 還有什麼好在意 7. 在曾有你的地方 8. 愛擔心 9. 我不是你的那首情歌 10. 最精彩的豔遇 11. 夢在遠方 |
| 8th  | 《我們曾相愛》         | 2016年12月22日 | 福茂唱片 | 曲目 1. 我們曾相愛 2. 別惹哭我 3. 傻傻愛著你 4. 該忘的日子 5. 深呼吸 6. 分手看看 7. 消耗寂寞 8. 分開不是誰不好 9. 拍檔 10. 最美的等候 11. 忘了如何遺忘 12. 遇見新的我  |

### 迷你專輯
| 專輯 | 名稱                  | 發行時間       | 發行公司 | 曲目 |
| ---- | --------------------- | -------------- | -------- | --- |
| 1st  | 《這一切 還是迷人的》 | 2015年11月11日 | 福茂唱片 | 曲目 1. 幸福不設限 2. 可惜 3. 一起出發吧 4. 放肆一下 5. 不想有遺憾 6. Be OK (Remix電音跨年版) |
| 2nd  | 《我非獨自生活》      | 2021年8月5日   | 宏揚國際 | 曲目 1. 我非獨自生活 2. 流浪貓小虎 3. 拜你所傷 4. 和妹妹的聊天記錄 5. 不想回覆電話信息的週末 6. 親愛的你 7. 我非獨自生活（伴奏版） 8. 流浪貓小虎（伴奏版） 9. 拜你所傷（伴奏版） 10. 和妹妹的聊天記錄（伴奏版） 11. 不想回覆電話信息的週末（伴奏版） 12. 親愛的你（伴奏版） |
| 3rd  | 《So Lucky》          | 2022年8月5日   | 禾廣娛樂 | 曲目 1. 你怎麼還不睡呢 2. 一起痛過的幸福 3. So Lucky（feat. 鼓鼓 呂思緯 GBOYSWAG） |

### 精選集
| 專輯 | 名稱       | 發行時間      | 發行公司 | 曲目            |
| ---- | ---------- | ------------- | -------- | --------------- |
| 1st  | 《致純靜》 | 2013年8月30日 | 福茂唱片 | 曲目 詳見致純靜 |

### 單曲
| 單曲 | 名稱                   | 發行時間       | 發行公司                     | 曲目                                                      |
| ---- | ---------------------- | -------------- | ---------------------------- | --------------------------------------------------------- |
| 1st  | 《我想要有人為我傷心》 | 2019年12月26日 | 宏揚國際                     | 曲目 1. 我想要有人為我傷心 2. 我想要有人為我傷心 (伴奏版) |
| 2nd  | 《彩虹少年》           | 2020年9月8日   | 網易云音樂                   | 曲目 1. 彩虹少年                                          |
| 3rd  | 《逆行的減法》         | 2022年7月27日  | 杭州光影歲月文化傳媒有限公司 | 曲目 1. 逆行的減法 2. 逆行的減法 (伴奏版)                 |
| 4th  | 《喵喵咪呀》           | 2023年7月8日   | JF這方娛樂                   | 曲目 1. 喵喵咪呀                                          |
| 5th  | 《最漫長的告別》       | 2025年5月22日  | 杭州嘉晟時代文化傳媒有限公司 | 曲目 1. 最漫長的告別                                      |

### 個人創作
| 發行日期 | 歌手   | 歌曲名稱   | 填詞 | 作曲   | 專輯名稱           |
| 2009年   | 郭靜   | 看見       | 郭靜 | 王雅君 | 在樹上唱歌         |
| 2010年   | 黃雅莉 | 想你笑     | 郭靜 | 林俊傑 | 前任女友           |
| 2011年   | 郭靜   | 靜電       | 郭靜 | 王雅君 | 陪著我的時候想著她 |
| 2012年   | 郭靜   | 放下       | 郭靜 | 蔡旻佑 | 我們都能幸福著     |
| 2015年   | 郭靜   | 幸福不設限 | 郭靜 | 陳暉宜 | 這一切 還是迷人的  |

### 其它歌曲
| 發行年份 | 曲目                                  | 備註                                               |
| 2008年   | 微笑的起點                            | 與范瑋琪、張韶涵合唱，四川抗震救災歌曲             |
| 2009年   | 讓愛轉動整個宇宙                      | 921十周年 50組藝人大合唱                           |
| 2012年   | Masiala buan好美的月亮 & 阿奈的好朋友 | 台灣世界展望會，原住星希望《阿奈的好朋友》原聲專輯 |
| 2014年   | 自己的太陽                            | 2014 MusicRadio音樂之聲 我要上學 公益主題曲        |
| 2014年   | 爛人                                  | 與徐良合唱，收錄在徐良第三張專輯《我》             |
| 2015年   | 燦爛的星光                            | 黃子佼作詞，新光三越台中中港店art river店歌        |
| 2020年   | 同舟共濟                              | 與群星合唱，中華人民共和國COVID-19抗疫歌曲         |
| 2025年   | 下一個天亮                            | 與魏嘉瑩合唱                                       |
| 2025年   | 我不在意你曾經吻過誰                  | 與魏嘉瑩合唱                                       |

### 搭配過影視的歌曲
| 發行年份              | 曲目                     | 搭配影視                                                                                               | 備註                                 |
| 2005年 （未出道時期） | 我不想忘記你             | 民視偶像劇《偷天換日》片尾曲、八大《家有菲菲》插曲                                                     | 收錄於《我不想忘記你》專輯           |
| 2005年 （未出道時期） | Leave                    | 八大偶像劇《火線任務》插曲                                                                             | 收錄於《我不想忘記你》專輯           |
| 2005年 （未出道時期） | 你的香氣                 | 華視偶像劇《海豚愛上貓》片尾曲                                                                         | 收錄於《我不想忘記你》專輯           |
| 2006年 （未出道時期） | 一個人彈琴               | 八大偶像劇《屋頂上的綠寶石》片頭曲                                                                     | 收錄於《我不想忘記你》專輯           |
| 2006年 （未出道時期） | 時光                     | 八大偶像劇《屋頂上的綠寶石》片尾曲、八大韓戲《我的野蠻王子》插曲                                       | 收錄於《我不想忘記你》專輯           |
| 2007年                | 麻雀                     | 八大韓戲《我的野蠻王子》主題曲                                                                         | 收錄於《我不想忘記你》專輯           |
| 2007年                | 仨人                     | 八大重播韓戲《浪漫滿屋》片尾曲                                                                         | 收錄於《我不想忘記你》專輯           |
| 2008年                | 下一個天亮               | 八大韓戲《家有七公主》片尾曲                                                                           | 收錄於《下一個天亮》專輯             |
| 2009年                | 明白                     | 八大韓戲《伊甸園之東》片尾曲                                                                           | 收錄於《在樹上唱歌》專輯             |
| 2009年                | 百分百                   | 緯來重播韓劇《1%的可能性》片頭曲                                                                       | 收錄於《在樹上唱歌》專輯             |
| 2009年                | 心牆                     | 八大韓戲《流星花園》片尾曲                                                                             | 原唱林采欣，收錄於《在樹上唱歌》專輯 |
| 2010年                | 嫁妝                     | 八大韓戲《不像三兄弟》片尾曲、緯來韓戲《天使的誘惑》片尾曲                                             | 收錄於《妳 朋友》專輯                |
| 2010年                | 總算我們也愛過           | 華視八點檔《帶子英雄》片尾曲                                                                           | 收錄於《妳 朋友》專輯                |
| 2010年                | 每一天都不同             | 緯來韓劇《拜託小姐》片頭曲、湖南衛視電視劇《丝丝心动》片尾曲                                           | 收錄於《妳 朋友》專輯                |
| 2011年                | 有溫柔                   | 中視偶像劇《幸福最晴天》片頭曲                                                                         | 收錄於《陪著我的時候想著她》專輯     |
| 2011年                | 陪著我的時候想著她       | 八大韓戲《最佳愛情》片尾曲                                                                             | 收錄於《陪著我的時候想著她》專輯     |
| 2011年                | 離開                     | 緯來戲劇台韓劇《天堂牧場》片尾曲                                                                       | 收錄於《陪著我的時候想著她》專輯     |
| 2011年                | 何日君再來               | 公視電視劇「回家」插曲                                                                                 | 原唱周璇，收錄於《致純靜》新歌+精選  |
| 2012年                | 擁抱你的微笑             | 八大綜合台偶像劇《原來愛·就是甜蜜》片頭曲                                                              | 收錄於《我們都能幸福著》專輯         |
| 2012年                | 單身美好                 | 台視偶像劇《花是愛》片頭曲                                                                             | 收錄於《我們都能幸福著》專輯         |
| 2012年                | 我們都能幸福著           | 八大韓戲《愛情要不藥》片尾曲、緯來泰戲《妒海》片尾曲                                                   | 收錄於《我們都能幸福著》專輯         |
| 2012年                | 回憶的閣樓               | 八大韓戲《鋼琴下的祕密》片尾曲                                                                         | 收錄於《我們都能幸福著》專輯         |
| 2013年                | 你眼中的我               | 三立都會台偶像劇《幸福選擇題》片尾曲                                                                   | 收錄於《致純靜》新歌+精選            |
| 2014年                | 即溶愛人                 | 緯來戲劇台韓劇《預約愛情》片尾曲                                                                       | 收錄於《豔遇》專輯                   |
| 2015年                | 可惜                     | 民視偶像劇《星座愛情獅子女》片尾曲、中天電視偶像劇《何以笙簫默》片頭曲                                 | 收錄於《這一切 還是迷人的》迷你專輯  |
| 2015年                | 不還                     | 東方衛視/天津衛視年度大戲《虎媽貓爸》插曲、湖南衛視《小丈夫》插曲                                      | 收錄於《豔遇》專輯                   |
| 2015年                | 不想有遺憾               | 衛視中文台偶像劇《長不大的爸爸》插曲                                                                   | 收錄於《這一切 還是迷人的》迷你專輯  |
| 2015年                | 放肆一下                 | 民視偶像劇《星座愛情水瓶女-愛情有沒友》片頭曲                                                          | 收錄於《這一切 還是迷人的》迷你專輯  |
| 2016年                | 風景舊曾諳               | 湖南衛視電視劇《孤芳不自賞》插曲                                                                       | 與韋禮安合唱                         |
| 2016年                | 別惹哭我                 | 湖南衛視《青丘狐傳說》插曲                                                                             | 收錄於《我們曾相愛》專輯             |
| 2016年                | 最美的等候               | TVBS/台視偶像劇《幸福不二家》插曲                                                                      | 收錄於《我們曾相愛》專輯             |
| 2016年                | 忘了如何遺忘             | 中視/衛視中文台偶像劇《聶小倩》片尾曲、八大戲劇台韓劇《五個孩子》片頭曲                                | 收錄於《我們曾相愛》專輯             |
| 2016年                | 拍檔                     | 三立/台視偶像劇《後菜鳥的燦爛時代》片頭曲                                                              | 收錄於《我們曾相愛》專輯             |
| 2016年                | 該忘的日子               | 緯來戲劇台韓劇《雲畫的月光》片尾曲、衛視中文台韓劇《步步驚心：麗》片頭曲、民視韓劇《麻雀變鳳凰》片頭曲 | 收錄於《我們曾相愛》專輯             |
| 2016年                | 分手看看                 | 華視韓劇《W－兩個世界》片尾曲                                                                          | 收錄於《我們曾相愛》專輯             |
| 2016年                | 分開不是誰不好           | 韓劇《未生》片尾曲                                                                                     | 收錄於《我們曾相愛》專輯             |
| 2018年                | 沙漏                     | 網路劇《時光教會我愛你》插曲                                                                           |                                      |
| 2019年                | 只為遇見你               | 電視劇《只為遇見你》片頭曲                                                                             |                                      |
| 2019年                | 83721                    | 電視劇《我们都要好好的》插曲                                                                           |                                      |
| 2019年                | 手心                     | 電視劇《那片花那片海》主題曲                                                                           |                                      |
| 2019年                | 看見味道的你             | 網路劇《看見味道的你》主題曲                                                                           |                                      |
| 2019年                | 無法放開的手             | 網路劇《沒有秘密的你》插曲                                                                             |                                      |
| 2019年                | 在你身邊的我             | 網路劇《青春拋物線》插曲                                                                               |                                      |
| 2019年                | Colorful                 | 網路劇《身為一個胖子》主題曲                                                                           |                                      |
| 2020年                | 像風                     | 電視劇《將夜2》插曲                                                                                    |                                      |
| 2020年                | 青春不打烊               | 網路劇《時光與你都很甜》片頭曲                                                                         |                                      |
| 2020年                | I'm Falling in Love      | 與寧桓宇合唱，電視劇《少主且慢行》插曲                                                                 |                                      |
| 2020年                | 兩個人的秘密             | 網路劇《忘記你，記得愛情》片尾曲                                                                       |                                      |
| 2020年                | 和你一起                 | 網路劇《離人心上》插曲                                                                                 |                                      |
| 2020年                | 相思弦                   | 網路劇《三嫁惹君心》片頭曲                                                                             |                                      |
| 2020年                | 心動的魔法               | 網路劇《心動的瞬間》主題曲                                                                             |                                      |
| 2020年                | 廣寒光                   | 網路劇《明月曾照江東寒》插曲                                                                           | 與徐良合唱                           |
| 2020年                | 流浪貓小虎               | 電影《再見街貓BOB》中文宣傳曲                                                                          | 收錄於《我非獨自生活》迷你專輯       |
| 2020年                | 只是還沒有               | 電視劇《愛的厘米》片尾曲                                                                               | 與魏新人合唱                         |
| 2021年                | 堂前燕                   | 電影《明城攻略》插曲                                                                                   |                                      |
| 2021年                | 正青春                   | 電視劇《正青春》主題曲                                                                                 |                                      |
| 2021年                | 隕落                     | 電影《大紅包》告白推廣曲                                                                               |                                      |
| 2021年                | 一個人勇敢               | 電視劇《我的時代，你的時代》插曲                                                                       |                                      |
| 2021年                | 盼                       | 電視劇《上陽賦》插曲                                                                                   |                                      |
| 2021年                | 類似快樂的信             | 電視劇《戀戀小酒窩》片尾曲                                                                             |                                      |
| 2021年                | 月亮會記得               | 電視劇《小女霓裳》片頭曲                                                                               |                                      |
| 2021年                | 觸碰你                   | 電視劇《我親愛的小潔癖》片頭曲                                                                         |                                      |
| 2021年                | 那年的字裡行間           | 電視劇《上游》插曲                                                                                     |                                      |
| 2021年                | 他愛的夢                 | 電視劇《暗格裡的秘密》插曲                                                                             |                                      |
| 2021年                | Let Me Be Your Midsummer | 電視劇《當愛情遇上科學家》片頭曲                                                                       |                                      |
| 2021年                | 超喜歡你                 | 電視劇《只是結婚的關係》插曲                                                                           |                                      |
| 2021年                | 越走越遠                 | 電視劇《陪你逐風飛翔》插曲                                                                             |                                      |
| 2021年                | 勿離                     | 電視劇《一片冰心在玉壺》片尾曲                                                                         | 與胡夏合唱                           |
| 2022年                | 忘了對我說               | 電視劇《今生有你》宣傳曲                                                                               |                                      |
| 2022年                | 逆光行者                 | 電視劇《藍焰突擊》片頭曲                                                                               |                                      |
| 2022年                | 成為自己                 | 電視劇《買定離手我愛你》插曲                                                                           |                                      |
| 2022年                | 完整                     | 電視劇《我们的当打之年》插曲                                                                           |                                      |
| 2022年                | 穿過月光遇見你           | 電視劇《月裡青山淡如畫》片尾曲                                                                         |                                      |
| 2022年                | 慶幸遇見你               | 影視劇《我可能遇到了救星》插曲                                                                         |                                      |
| 2023年                | 三生友幸                 | 電視劇《愛情而已》插曲                                                                                 |                                      |
| 2023年                | 向陽而生                 | 電視劇《灼灼風流》片頭曲                                                                               |                                      |
| 2023年                | 暖橘                     | 電視劇《我的助理不簡單》插曲                                                                           |                                      |
| 2024年                | 降落人海的夢             | 影視劇《請和這樣的我戀愛吧》插曲                                                                       |                                      |
| 2024年                | 言默                     | 影視劇《狐狸在手》插曲                                                                                 |                                      |

## 演唱會

### 個人演唱會
| 日期           | 演唱會名稱                                | 國家／地區 | 城市   | 場地                              |
| -------------- | ----------------------------------------- | ---------- | ------ | --------------------------------- |
| 2008年6月7日   | 百分百 美國棉 郭靜漁人碼頭演唱會          | 臺灣       | 台北   | 淡水漁人碼頭                      |
| 2011年11月25日 | 郭靜純愛音樂會-酷派之夜                   | 臺灣       | 台北   | Legacy Taipei 傳音樂展演空間      |
| 2011年11月26日 | 郭靜純愛音樂會-酷派之夜                   | 臺灣       | 台北   | Legacy Taipei 傳音樂展演空間      |
| 2013年1月19日  | 《幸福dudu好》演唱會                      | 臺灣       | 台北   | Neo Studio                        |
| 2014年7月25日  | 【都市女聲】郭靜 2014《豔遇》音樂會       | 臺灣       | 台北   | Legacy Taipei 傳音樂展演空間      |
| 2016年9月17日  | 2016咪咕音樂現場 郭靜專場                 | 中国大陆   | 成都   | 世外桃源大剧院                    |
| 2016年12月11日 | 2016咪咕音樂現場 郭靜專場                 | 中国大陆   | 北京   | 糖果三层音乐厅                    |
| 2017年6月17日  | 2017咪咕音樂現場 郭靜“Less Is More”演唱會 | 中国大陆   | 廣州   | 中央車站展演中心                  |
| 2017年9月23日  | 2017咪咕音樂現場 郭靜“Less Is More”演唱會 | 中国大陆   | 深圳   | 蛇口大劇院                        |
| 2018年12月15日 | 2018咪咕音樂現場 郭靜专场                 | 中国大陆   | 廣州   | 中央車站展演中心                  |
| 2019年3月10日  | 2019咪咕音樂現場「花Young时光」郭靜專場   | 中国大陆   | 上海   | 大观舞台                          |
| 2021年2月27日  | 《遇見郭靜》線上音樂會                    | 线上       | 线上   | Yippi                             |
| 2021年11月13日 | AL!VE VOL 12 ft. Claire Kuo 郭靜          | 新加坡     | 新加坡 | Capitol Theater                   |
| 2022年1月28日  | 2021 Voice Up Concert 讚聲演唱會          | 臺灣       | 台北   | Legacy Taipei 傳音樂展演空間      |
| 2022年11月12日 | 2022 So Lucky ! 演唱會                    | 臺灣       | 台北   | 台北國際會議中心                  |
| 2023年6月9日   | 2023「靓好时光」巡迴演唱會                | 中国大陆   | 上海   | MODERN SKY LAB上海                |
| 2023年6月11日  | 2023「靓好时光」巡迴演唱會                | 中国大陆   | 杭州   | 大麦66LiveHouse                   |
| 2023年6月16日  | 2023「靓好时光」巡迴演唱會                | 中国大陆   | 天津   | 大麦66LiveHouse                   |
| 2023年8月19日  | 喵喵咪呀演唱會 Miāo² Mia                  | 臺灣       | 新北   | Zepp New Taipei                   |
| 2023年8月20日  | 喵喵咪呀演唱會 Miāo² Mia                  | 臺灣       | 新北   | Zepp New Taipei                   |
| 2023年7月8日   | 2023「靓好时光」巡迴演唱會                | 中国大陆   | 深圳   | SoFun Live                        |
| 2023年7月9日   | 2023「靓好时光」巡迴演唱會                | 中国大陆   | 深圳   | SoFun Live                        |
| 2023年8月11日  | 2023「靓好时光」巡迴演唱會                | 中国大陆   | 苏州   | 山丘livehouse红唐店               |
| 2023年8月13日  | 2023「靓好时光」巡迴演唱會                | 中国大陆   | 上饶   | 云谷田园生态小镇                  |
| 2023年9月1日   | 2023「靓好时光」巡迴演唱會                | 中国大陆   | 武漢   | 不晚IN TIME LIVEHOUSE（汉阳造店） |
| 2023年9月24日  | 2023「靓好时光」巡迴演唱會                | 中国大陆   | 長沙   | MAO Livehouse长沙（沙湾店）       |
| 2023年10月27日 | 2023「靓好时光」巡迴演唱會                | 中国大陆   | 厦门   | WOKESHOW星巢沃克秀                |
| 2023年10月29日 | 2023「靓好时光」巡迴演唱會                | 中国大陆   | 廣州   | 大麦66LIVEHOUSE广州               |
| 2023年11月3日  | 2023「靓好时光」巡迴演唱會                | 中国大陆   | 成都   | 华熙LIVE·528M空间                 |
| 2023年11月5日  | 2023「靓好时光」巡迴演唱會                | 中国大陆   | 北京   | 本土王牌LIVE（北京）              |
| 2024年3月2日   | 2024「喂？你在幹嘛」演唱會（台北場）      | 臺灣       | 台北   | 臺北流行音樂中心表演廳            |
| 2025年6月21日  | 郭靜 2025 天亮之前 演唱會                 | 臺灣       | 台北   | Legacy Taipei 傳音樂展演空間      |
| 2025年8月2日   | 郭靜 2025 天亮之前 演唱會                 | 臺灣       | 高雄   | Live Warehouse                    |

### 綜合演唱會
- 2015年8月14日 20:00：ATT Show Box【KKBOX LIVE】《FUN 4一夏》福茂女朋友演唱會

## 演出作品

### 長篇電影
- 2009年：《愛到底》飾 美髮店推銷員（客串《第六號瀏海》）[11]

### 長篇劇集
- 2009年：公視偶像劇《熱血青春》(只短暫拍攝幾天就因檔期而辭演)

### 舞台劇
- 2021年：果陀劇場《生命中最美好的5分鐘》

### 主持節目
- 2013年：三立都會台《超級偶像8》
- 2014年：三立都會台《超級偶像9》（主持節目第1～13集）
- 2014 - 2015年：八大第一台《美食第一等》
- 2015 - 2016年：TVBS歡樂台《全球中文音樂榜上榜》（嘉賓主持人）
- 2017 - 2018年：TVBS歡樂台《星鮮話》
- 2022年3月 - 9月：三立都會台《綜藝玩很大》（固定班底）

### 演出節目
| 時間                  | 活動名稱                                           | 備註             |
| 2010年11月14日        | 嘉義鐵道藝術村的黑金段藝術節                       |                  |
| 2011年3月8日          | 女性關懷月記者會                                   |                  |
| 2011年4月23日         | 全中運選手之夜演唱                                 |                  |
| 2011年5月29日         | Levi's Eco Love換新潮公益活動                      |                  |
| 2011年6月10日         | 成功大學100級畢業演唱會@中正堂                     |                  |
| 2011年7月8日          | 音樂會 邀民眾聽音樂、做公益                        |                  |
| 2011年7月23日         | 基隆鎖管季園遊會暨演唱會                           |                  |
| 2012年3月22日-3月27日 | 名人手繪ROOTOTE慈善義賣展（京站一樓中庭水池展出）  |                  |
| 2015年2月8日          | 第26屆飢餓三十大會師夕陽音樂會                     |                  |
| 2015年6月14日-6月19日 | 台灣世界展望會 尚比亞關懷行                        |                  |
| 2015年7月11日         | 義大犀牛棒球賽                                     | 開球嘉賓         |
| 2015年7月19日         | 7-ELEVEN高雄啤酒節                                 | 活動大使         |
| 2016年7月31日         | 第27屆飢餓三十夕陽音樂會                           |                  |
| 2016年12月18日        | 新北市歡樂耶誕城巨星耶誕演唱會                     | 主持人兼表演嘉賓 |
| 2019年9月8日          | 中信兄弟「K歌之王」臺中洲際棒球場835號包廂         | 開球兼表演嘉賓   |
| 2019年12月31日        | 2020愛·Sharing 高雄夢時代跨年晚會                  | 主持人兼表演嘉賓 |
| 2022年2月27日         | T1聯盟2021-22賽季臺中葳格太陽主場例行賽            | 表演嘉賓         |
| 2023年8月26日         | 2023 Rock n' Run 海洋路跑暨愛海演唱會              |                  |
| 2023年9月22日         | 賦你婦女系列活動－唱出新女力 憶起向前行            |                  |
| 2023年11月8日         | CBL大學籃球主客場邀請賽                            |                  |
| 2023年11月28日        | 中興大學112學年迎新暨校慶演唱會－興生代            |                  |
| 2023年12月9日         | 國防大學理工學院第24屆風嶺舞會《相遇九又四分之三》 |                  |

### 參與節目
| 日期                         | 電視台        | 節目名稱                       | 來賓 | 備註                                                                                         |
| 2007年                       |               |                                | |                                                                                              |
| 8月3日                       | 三立都會台    | 國光幫幫忙（錄影）             | |                                                                                              |
| 9月10日                      | Channel V     | 我愛黑澀會（錄影）             | 郭靜，唐禹哲                                                                                            |                                                                                              |
| 9月14日                      | 中天綜合台    | 康熙來了（錄影）               | 郭靜，白歆惠，牛奶，翼勢力，陳奕                                                                        |                                                                                              |
| 2008年                       |               |                                | |                                                                                              |
| 5月2日                       | 中天綜合台    | 大學生了沒（錄影）             | | 〈靚眼女大生選拔賽〉                                                                         |
| 5月15日                      | Channel V     | 我愛黑澀會（錄影）             | | 〈我們都是校園風雲人物〉                                                                     |
| 5月20日                      | 三立都會台    | 型男大主廚（錄影）             | |                                                                                              |
| 5月31日                      | 新傳媒8頻道   | 繽紛萬千在昇菘（Live）         | |                                                                                              |
| 6月3日                       | Channel V     | 我愛黑澀會                     | | 〈郭靜演唱會嘉賓選拔〉                                                                       |
| 6月5日                       | 八大綜合台    | 娛樂百分百                     | | 〈郭靜藝能發表會〉                                                                           |
| 6月7日                       | 中視          | 綜藝大哥大（錄影）             | |                                                                                              |
| 6月15日                      | 中視          | 周日八點黨（錄影）             | 郭靜，范瑋琪                                                                                            | 〈案發現場〉                                                                                 |
| 6月25日                      | 八大綜合台    | 娛樂百分百（Live）             | |                                                                                              |
| 6月30日                      | 中天綜合台    | 康熙來了（錄影）               | 郭靜，薇薇安，阿Ben，郭彥甫                                                                             | 〈天呀！我又買錯了〉                                                                         |
| 8月9日                       | 八大綜合台    | 娛樂百分百                     | | 〈我家也有大明星〉                                                                           |
| 9月19日                      | 中天綜合台    | 康熙來了（錄影）               | 郭靜，范瑋琪，范曉萱，Makiyo                                                                            | 〈女明星KTV現形記>                                                                           |
| 2009年                       |               |                                | |                                                                                              |
| 5月6日                       | 八大綜合台    | 娛樂百分百                     | | 宣傳第三張專輯《在樹上唱歌》                                                                 |
| 5月11日                      | 三立都會台    | 完全娛樂                       | | 宣傳第三張專輯《在樹上唱歌》                                                                 |
| 5月18日                      | 中天綜合台    | 康熙來了 （錄影）              | | 〈2009春夏新專輯大車拚〉宣傳第三張專輯《在樹上唱歌》                                         |
| 5月20日                      | 八大綜合台    | 娛樂百分百（Live）             | 郭靜，張棟樑                                                                                            |                                                                                              |
| 5月21日                      | 三立都會台    | 完全娛樂（Live）               | | 宣傳第三張專輯《在樹上唱歌》                                                                 |
| 5月22日                      | 八大綜合台    | 娛樂百分百（錄影）             | | 〈百分百聽證實會〉宣傳第三張專輯《在樹上唱歌》                                               |
| 5月22日                      | 台視          | 百萬小學堂（錄影）             | | 宣傳第三張專輯《在樹上唱歌》                                                                 |
| 5月23日                      | 華視          | 天才衝衝衝（錄影）             | | 宣傳第三張專輯《在樹上唱歌》                                                                 |
| 5月24日                      | 華視          | POWER星期天（錄影）            | | 〈案發現場〉                                                                                 |
| 5月24日                      | 台視          | 鑽石夜總會（錄影）             | |                                                                                              |
| 5月25日，5月26日             | Channel V     | v接客（錄影）                  | | 宣傳第三張專輯《在樹上唱歌》                                                                 |
| 5月25日                      | 東風37頻道    | 王牌大明星（錄影）             | 郭靜，庭竹，黃靖倫                                                                                      |                                                                                              |
| 5月26日                      | Channel V     | 模范棒棒堂（錄影）             | | 〈魔力新秀歌唱大賽大車拚〉                                                                   |
| 5月30日                      | 台視          | 百萬大歌星（錄影）             | | 宣傳第三張專輯《在樹上唱歌》                                                                 |
| 5月30日                      | 中視          | 綜藝大哥大（錄影）             | | 〈大魔鏡〉宣傳第三張專輯《在樹上唱歌》                                                       |
| 6月6日                       | 八大綜合台    | 娛樂百分百（錄影）             | | 〈粉絲同樂會〉宣傳第三張專輯《在樹上唱歌》                                                   |
| 6月11日                      | Channel V     | 我愛黑澀會（錄影）             | 郭靜，青鳥飛魚                                                                                          | 〈團康時間 Game King趣味對抗賽〉                                                             |
| 6月18日                      | 中天綜合台    | 康熙來了（錄影）               | 郭靜，小鍾，柯有綸，徐佳瑩，陳漢典，NONO                                                                | 〈史上最爆笑的校園演唱會〉                                                                   |
| 6月20日                      | 三立都會台    | 超級偶像3（錄影）              | | 〈超偶大來賓〉                                                                               |
| 6月25日                      | 三立都會台    | 型男大主廚（錄影）             | |                                                                                              |
| 8月5日                       | 三立都會台    | 完全娛樂（Live）               | | 宣傳第三張慶功專輯                                                                           |
| 8月8日                       | 民視          | 豬哥會社（錄影）               | |                                                                                              |
| 8月15日                      | 台視          | 百萬大歌星（錄影）             | | 宣傳第三張專輯《在樹上唱歌》                                                                 |
| 2010年                       |               |                                | |                                                                                              |
| 4月19日                      | 三立都會台    | 完全娛樂（錄影）               | | 宣傳第四張專輯《妳 朋友》                                                                    |
| 5月1日                       | 華視          | 天才衝衝衝（錄影）             | | 宣傳第四張專輯《妳 朋友》                                                                    |
| 5月3日                       | 三立都會台    | 完全娛樂（錄影）               | | 宣傳第四張專輯《妳 朋友》                                                                    |
| 5月7日                       | 八大綜合台    | 娛樂百分百（錄影）             | | 宣傳第四張專輯《妳 朋友》                                                                    |
| 5月14日                      | 八大綜合台    | 娛樂百分百（錄影）             | | 〈粉絲同樂會〉宣傳第四張專輯《妳 朋友》                                                      |
| 5月15日                      | 台視          | 百萬大歌星（錄影）             | | 宣傳第四張專輯《妳 朋友》                                                                    |
| 5月18日                      | 三立都會台    | 型男大主廚（錄影）             | | 宣傳第四張專輯《妳 朋友》                                                                    |
| 5月18日                      | 東風37頻道    | 王牌大明星（錄影）             | 郭靜，周蕙，薛嘯秋                                                                                      |                                                                                              |
| 5月21日                      | 台視          | 百萬小學堂（錄影）             | | 宣傳第四張專輯《妳 朋友》                                                                    |
| 5月21日                      | Channel V     | 我愛黑澀棒棒堂（錄影）         | 郭靜，嚴爵，藍又時                                                                                      | 〈藝人真的不好當〉                                                                           |
| 5月22日                      | 華視          | 天才衝衝衝（錄影）             | 郭靜，大元，曹雅雯等                                                                                    | 〈誰是老鼠屎〉                                                                               |
| 5月23日                      | 華視          | POWER星期天（錄影）            | 郭靜，孫淑媚，謝金燕                                                                                    | 〈案發現場〉                                                                                 |
| 5月25日                      | 中天綜合台    | 康熙來了（錄影）               | 郭靜，黃大煒，BY2，黃靖倫，趙詠華，南方二重唱                                                           | 〈情歌總是老的好〉                                                                           |
| 5月31日                      | 三立都會台    | 國光幫幫忙（錄影）             | 郭靜，黃鐙輝，彤彤，白白，王以路                                                                        | 〈不開車的藝人怎麼行〉                                                                       |
| 6月3日                       | 八大綜合台    | 娛樂百分百（錄影）             | | 〈郭靜歌唱大賽〉宣傳第四張專輯《妳 朋友》                                                    |
| 6月12日                      | 湖南衛視      | 快樂大本營（錄影）             | 郭靜，丁噹                                                                                              |                                                                                              |
| 7月2日                       | 三立都會台    | 型男大主廚（錄影）             | 郭靜，丁噹                                                                                              |                                                                                              |
| 7月31日                      | 華視          | 天才衝衝衝（錄影）             | 郭靜，小鍾，王彩樺，王宏恩，黄齡等                                                                      |                                                                                              |
| 8月6日                       | 中天綜合台    | 大學生了沒（錄影）             | 郭靜，佘筱茵等                                                                                          |                                                                                              |
| 8月14日                      | 中視          | 我猜我猜我猜猜猜（錄影）       | 郭靜，NONO，Makiyo，神木與瞳，安心亞，郭彦甫                                                            |                                                                                              |
| 9月8日                       | 中天娛樂台    | 全民最大黨（錄影）             | | 板塊：《阿洪之聲》都拉斯，安心亞                                                             |
| 2011年                       |               |                                | |                                                                                              |
| 8月7日                       | 華視          | POWER星期天（錄影）            | 郭靜，信                                                                                                | 〈憲在你要吃什麼〉宣傳第五張專輯《陪著我的時候想著她》                                       |
| 8月13日                      | 台視          | 百萬大歌星（錄影）             | 郭靜，信                                                                                                | 宣傳第五張專輯《陪著我的時候想著她》                                                         |
| 8月16日                      | 三立都會台    | 完全娛樂（錄影）               | | 宣傳第五張專輯《陪著我的時候想著她》                                                         |
| 8月19日                      | 台視          | 百萬小學堂（錄影）             | 郭靜，信                                                                                                | 宣傳第五張專輯《陪著我的時候想著她》                                                         |
| 8月26日                      | 八大綜合台    | 娛樂百分百（錄影）             | | 〈百分百聽證會〉宣傳第五張專輯《陪著我的時候想著她》                                         |
| 9月2日                       | 中天娛樂台    | 全民最大黨（錄影）             | | 板塊：（《豬哥歌廳秀》郭子乾）宣傳第五張專輯《陪著我的時候想著她》                           |
| 9月3日                       | 中視          | 綜藝大哥大（錄影）             | | 宣傳第五張專輯《陪著我的時候想著她》                                                         |
| 9月3日                       | 華視          | 天才衝衝衝（錄影）             | 郭靜，東于哲，安歆澐等                                                                                  | 宣傳第五張專輯《陪著我的時候想著她》                                                         |
| 9月6日                       | 台視          | 金曲百老匯（錄影）             | | 宣傳第五張專輯《陪著我的時候想著她》                                                         |
| 9月8日                       | 三立都會台    | 型男大主廚（錄影）             | | 宣傳第五張專輯《陪著我的時候想著她》                                                         |
| 9月23日                      | 中天綜合台    | 康熙來了（錄影）               | 郭靜，小鐘，Andy，包小松，陳漢典                                                                        | 〈發片歌手前輩力挺大會〉                                                                     |
| 10月8日                      | 中天娛樂台    | 給你哈音樂（錄影）             | 郭靜，張棟樑                                                                                            | 宣傳第五張專輯《陪著我的時候想著她》                                                         |
| 10月15日                     | 台視          | 百萬大歌星（錄影）             | 郭靜，COLOR，Lollipop F，胡彥斌等                                                                       |                                                                                              |
| 10月22日                     | 華視          | 天才衝衝衝（錄影）             | 郭靜，大元，張智成等                                                                                    |                                                                                              |
| 11月3日                      | 華視          | 音樂強力佼（錄影）             | |                                                                                              |
| 11月4日                      | 台視          | 百萬小學堂（錄影）             | 郭靜，曾靜玟等                                                                                          |                                                                                              |
| 11月7日                      | 中天綜合台    | 大學生了沒（錄影）             | 郭靜，Lollipop F                                                                                        |                                                                                              |
| 11月19日                     | 民視          | 豬哥會社（錄影）               | |                                                                                              |
| 2012年                       |               |                                | |                                                                                              |
| 3月31日                      | 台視          | 百萬大歌星（錄影）             | 郭靜，張超等                                                                                            |                                                                                              |
| 10月8日                      | 三立都會台    | 型男大主廚（錄影）             | 郭靜，蔡旻佑                                                                                            | 〈我帶爸媽來搶鍋料理大賽〉                                                                   |
| 11月30日                     | 台視          | 百萬小學堂（錄影）             | 郭靜，蔣偉文，曾少宗，楊雅筑，NONO，澎恰恰，王予柔                                                      | 宣傳第六張專輯《我們都能幸福著》                                                             |
| 12月10日                     | 三立都會台    | 完全娛樂（錄影）               | | 宣傳第六張專輯《我們都能幸福著》                                                             |
| 12月13日                     | 三立都會台    | 型男大主廚（錄影）             | 郭靜，王心凌                                                                                            | 宣傳第六張專輯《我們都能幸福著》                                                             |
| 12月28日                     | 中天綜合台    | 康熙來了（錄影）               | 郭靜，家家，梁一貞，陶妍霖等                                                                            | 〈歌手以歌猜禮物交換會〉宣傳第六張專輯《我們都能幸福著》                                     |
| 2013年                       |               |                                | |                                                                                              |
| 1月5日                       | 華視          | 天才衝衝衝（錄影）             | 郭靜，小鍾，張文綺，錢君仲，大牙，林道遠，夏政峰等                                                      | 宣傳第六張專輯《我們都能幸福著》                                                             |
| 1月26日                      | 中視          | 萬秀豬王（錄影）               | 郭靜，宥勝等                                                                                            | 宣傳第六張專輯《我們都能幸福著》                                                             |
| 1月26日                      | 台視          | 王子的約會（錄影）             | |                                                                                              |
| 2月23日                      | 八大綜合台    | 娛樂百分百（錄影）             | 郭靜，A-Lin等                                                                                           | 〈百分百小巨蛋〉                                                                             |
| 3月4日，3月5日，3月6日       | MTV中國頻道   | MTV天籟村（錄影）              | | 〈天籟星主打〉宣傳第六張專輯《我們都能幸福著》                                               |
| 4月17日                      | 中天綜合台    | SS小燕之夜（錄影）             | 郭靜，周覓，唐禹哲，辰亦儒                                                                              | 〈他是我的Super好朋友〉                                                                      |
| 7月19日                      | 三立都會台    | 型男大主廚（錄影）             | 郭靜，黎明柔，莎莎，包偉銘                                                                              | 宣傳歌唱選秀節目《超級偶像8》                                                                |
| 9月11日                      | 三立都會台    | 綜藝大熱門（錄影）             | 郭靜，貝童彤，阿布等                                                                                    | 〈萌！ ！超古錐寶貝來啦！ ！〉宣傳新歌加精選輯《致純靜》                                     |
| 9月16日                      | 三立都會台    | 型男大主廚（錄影）             | 郭靜，賴薇如                                                                                            | 〈爸媽當教練料理大賽〉宣傳新歌加精選輯《致純靜》                                             |
| 9月21日                      | 中視          | 萬秀豬王（錄影）               | 郭靜，江美琪                                                                                            | 宣傳新歌加精選輯《致純靜》                                                                   |
| 9月28日                      | 華視          | 天才衝衝衝（錄影）             | 郭靜，錢帥君，Albee，蔣偉文，NONO，KID，嚴立婷等                                                        | 宣傳新歌加精選輯《致純靜》                                                                   |
| 10月1日                      | 中天綜合台    | SS小燕之夜（錄影）             | 郭靜，蕭閎仁，張克帆，阿沁                                                                              | 〈藏在歌曲背後的秘密？〉宣傳新歌加精選輯《致純靜》                                           |
| 10月12日                     | 八大綜合台    | 娛樂百分百（錄影）             | | 〈粉絲同樂會〉宣傳新歌加精選輯《致純靜》                                                     |
| 12月16日，12月17日，12月18日 | MTV中國頻道   | MTV天籟村（錄影）              | | 〈天籟星主打〉宣傳新歌加精選輯《致純靜》                                                     |
| 2014年                       |               |                                | |                                                                                              |
| 1月25日                      | 八大綜合台    | 娛樂百分百（錄影）             | 郭靜，曾靜玟                                                                                            | 〈好友音樂會〉                                                                               |
| 7月22日                      | 八大綜合台    | 娛樂百分百（錄影）             | | 〈粉絲同樂會〉宣傳第七張專輯《豔遇》                                                         |
| 8月2日                       | 華視          | 天才衝衝衝（錄影）             | 郭靜，姬天語等                                                                                          | 宣傳第七張專輯《豔遇》                                                                       |
| 8月2日                       | TVBS歡樂台    | 全球中文音樂榜上榜（錄影）     | 郭靜，蕭敬騰，王心凌，李佳薇，慢慢說樂團，王詩安                                                        |                                                                                              |
| 8月16日                      | 八大綜合台    | 娛樂百分百（錄影）             | 郭靜，徐凱希                                                                                            | 〈好友音樂會〉                                                                               |
| 11月4日，11月5日             | MTV中國頻道   | MTV天籟村（錄影）              | | 〈天籟星主打〉宣傳第七張專輯《豔遇》                                                         |
| 11月19日                     | 八大綜合台    | 娛樂百分百（Live）             | 郭靜，曾靜玟                                                                                            | 宣傳美食節目《美食第一等》                                                                   |
| 12月22日                     | 八大綜合台    | 娛樂百分百（錄影）             | 郭靜，楊丞琳                                                                                            | 〈好友音樂會〉                                                                               |
| 2015年                       |               |                                | |                                                                                              |
| 2月14日                      | TVBS歡樂台    | 全球中文音樂榜上榜（錄影）     | 郭靜，曾沛慈，韋禮安，吳汶芳，曾靜玟                                                                    | 〈情人節特輯〉                                                                               |
| 3月21日                      | TVBS歡樂台    | 全球中文音樂榜上榜（錄影）     | 郭靜，張信哲                                                                                            | 〈榜上榜KTV〉                                                                                |
| 3月28日                      | TVBS歡樂台    | 全球中文音樂榜上榜（錄影）     | 郭靜，光良                                                                                              | 〈榜上榜KTV〉                                                                                |
| 5月2日                       | TVBS歡樂台    | 全球中文音樂榜上榜（Live）     | 郭靜，劉品言等                                                                                          |                                                                                              |
| 5月23日                      | TVBS歡樂台    | 全球中文音樂榜上榜（錄影）     | 郭靜，任家萱，劉品言等                                                                                  | 〈榜上榜KTV〉，〈歡樂研究院〉                                                                |
| 5月28日                      | 中天綜合台    | SS小燕之夜（錄影）             | 郭靜，曾靜玟，徐小可，王少偉                                                                            | 〈什麼？他們也是外景主持人！〉                                                               |
| 6月11日                      | 三立都會台    | 完全娛樂（錄影）               | | 〈就是要John玩〉                                                                             |
| 7月4日                       | TVBS歡樂台    | 全球中文音樂榜上榜（Live）     | | 嘉賓主持人                                                                                   |
| 7月9日                       | 三立都會台    | 完全娛樂（Live）               | 郭靜，曾靜玟                                                                                            | 宣傳期間限定女團福茂女朋友《FUN 4 一夏》演唱會                                               |
| 7月18日                      | TVBS歡樂台    | 全球中文音樂榜上榜（錄影）     | | 〈榜上榜KTV〉                                                                                |
| 7月25日                      | TVBS歡樂台    | 全球中文音樂榜上榜（Live）     | | 嘉賓主持人                                                                                   |
| 8月1日                       | TVBS歡樂台    | 全球中文音樂榜上榜（錄影）     | | 〈榜上榜KTV〉                                                                                |
| 8月8日                       | TVBS歡樂台    | 全球中文音樂榜上榜（錄影）     | | 〈榜上榜KTV〉                                                                                |
| 8月15日                      | TVBS歡樂台    | 全球中文音樂榜上榜（Live）     | | 〈歡樂研究院〉                                                                               |
| 8月29日                      | TVBS歡樂台    | 全球中文音樂榜上榜（錄影）     | | 〈榜上榜KTV〉                                                                                |
| 9月5日                       | TVBS歡樂台    | 全球中文音樂榜上榜（錄影）     | | 〈榜上榜KTV〉                                                                                |
| 9月19日                      | TVBS歡樂台    | 全球中文音樂榜上榜（錄影）     | | 〈歡樂研究院〉                                                                               |
| 9月26日                      | TVBS歡樂台    | 全球中文音樂榜上榜（錄影）     | | 〈歡樂研究院〉                                                                               |
| 10月17日                     | TVBS歡樂台    | 全球中文音樂榜上榜（Live）     | | 〈歡樂研究院〉                                                                               |
| 11月3日                      | 八大綜合台    | 娛樂百分百（Live）             | | 宣傳繪本年曆專輯《這一切 還是迷人的》                                                        |
| 11月4日                      | 三立都會台    | 完全娛樂（Live）               | | 宣傳繪本年曆專輯《這一切 還是迷人的》                                                        |
| 11月7日                      | TVBS歡樂台    | 全球中文音樂榜上榜（錄影）     | | 〈Live特區〉                                                                                 |
| 11月27日                     | 中天綜合台    | 大學生了沒（錄影）             | 郭靜，何維健                                                                                            | 〈超夢幻主題餐廳推薦賽〉                                                                     |
| 11月28日                     | TVBS歡樂台    | 全球中文音樂榜上榜（錄影）     | | 〈Live特區〉宣傳繪本年曆專輯《這一切 還是迷人的》                                            |
| 11月29日                     | 台視          | Super Star 我要當歌手（錄影）  | | 宣傳繪本年曆專輯《這一切 還是迷人的》                                                        |
| 12月5日                      | 八大綜合台    | 娛樂百分百（錄影）             | 郭靜，凱希，古梅馨                                                                                      | 〈粉Meeting〉宣傳繪本年曆專輯《這一切 還是迷人的》                                           |
| 12月5日                      | TVBS歡樂台    | 全球中文音樂榜上榜（錄影）     | | 〈電視記者會〉                                                                               |
| 12月9日                      | 三立都會台    | 型男大主廚（錄影）             | 郭靜，Lulu，徐小可，嚴立婷                                                                              | 〈城城有偏心料理大賽〉                                                                       |
| 12月12日                     | TVBS歡樂台    | 全球中文音樂榜上榜（Live）     | | 嘉賓主持人                                                                                   |
| 12月12日                     | 華視          | 天才衝衝衝（錄影）             | 郭靜，唐從聖，陳大天，蔣偉文，吳鳳，鮪魚，周宜霈，夏宇童，花花，黃甄妮                                  | 宣傳繪本年曆專輯這一切 還是迷人的》                                                          |
| 12月17日                     | MTV           | 我愛偶像（錄影）               | 郭靜，吳汶芳，廖允杰，張家瑋，曾奕翔                                                                    | 宣傳繪本年曆專輯《這一切 還是迷人的》                                                        |
| 12月18日                     | 三立都會台    | 完全娛樂（錄影）               | | 〈SHOWBIZ LIVE〉宣傳繪本年曆專輯《這一切 還是迷人的》                                        |
| 12月26日                     | 公視          | 音樂萬萬歲3（錄影）            | 郭靜，吳汶芳，VOX 玩聲樂團，Voco Novo 爵諾人聲樂團                                                      | 宣傳繪本年曆專輯《這一切 還是迷人的》                                                        |
| 2016年                       |               |                                | |                                                                                              |
| 1月2日                       | TVBS歡樂台    | 全球中文音樂榜上榜（Live）     | | 嘉賓主持人                                                                                   |
| 1月16日                      | TVBS歡樂台    | 全球中文音樂榜上榜（Live）     | | 嘉賓主持人                                                                                   |
| 1月30日                      | TVBS歡樂台    | 全球中文音樂榜上榜（Live）     | | 嘉賓主持人                                                                                   |
| 2月20日                      | TVBS歡樂台    | 全球中文音樂榜上榜（錄影）     | | 〈推薦舞台〉                                                                                 |
| 2月27日                      | TVBS歡樂台    | 全球中文音樂榜上榜（Live）     | | 嘉賓主持人                                                                                   |
| 3月5日                       | TVBS歡樂台    | 全球中文音樂榜上榜（Live）     | | 嘉賓主持人                                                                                   |
| 3月10日                      | 三立都會台    | 完全娛樂（錄影）               | 郭靜，左光平                                                                                            | 〈就是要John玩〉                                                                             |
| 3月12日                      | TVBS歡樂台    | 全球中文音樂榜上榜（Live）     | | 嘉賓主持人                                                                                   |
| 3月19日                      | TVBS歡樂台    | 全球中文音樂榜上榜（Live）     | | 嘉賓主持人                                                                                   |
| 3月26日                      | TVBS歡樂台    | 全球中文音樂榜上榜（Live）     | | 嘉賓主持人                                                                                   |
| 4月16日                      | TVBS歡樂台    | 全球中文音樂榜上榜（錄影）     | | 〈推薦舞台〉                                                                                 |
| 4月23日                      | TVBS歡樂台    | 全球中文音樂榜上榜（Live）     | | 嘉賓主持人                                                                                   |
| 4月30日                      | TVBS歡樂台    | 全球中文音樂榜上榜（Live）     | | 嘉賓主持人                                                                                   |
| 5月7日                       | TVBS歡樂台    | 全球中文音樂榜上榜（Live）     | | 嘉賓主持人                                                                                   |
| 5月14日                      | 華視          | 天才衝衝衝（錄影）             | 郭靜，蕭煌奇，浩角翔起，曹雅雯，鍾欣怡，小嫻，豆花妹，阿喜，張勛傑，楊千霈                              | 〈十週年盛典〉                                                                               |
| 5月21日                      | TVBS歡樂台    | 全球中文音樂榜上榜（Live）     | | 嘉賓主持人                                                                                   |
| 6月2日                       | 八大綜合台    | 娛樂百分百（錄影）             | 郭靜，李佳薇，廖允杰                                                                                    | 李佳薇〈明星好麻吉〉                                                                         |
| 6月11日                      | TVBS歡樂台    | 全球中文音樂榜上榜（Live）     | | 嘉賓主持人                                                                                   |
| 7月9日                       | TVBS歡樂台    | 全球中文音樂榜上榜（Live）     | | 嘉賓主持人                                                                                   |
| 7月23日                      | TVBS歡樂台    | 全球中文音樂榜上榜（Live）     | | 嘉賓主持人                                                                                   |
| 8月20日                      | TVBS歡樂台    | 全球中文音樂榜上榜（Live）     | | 嘉賓主持人                                                                                   |
| 9月24日                      | TVBS歡樂台    | 全球中文音樂榜上榜（Live）     | | 嘉賓主持人                                                                                   |
| 10月1日                      | TVBS歡樂台    | 全球中文音樂榜上榜（Live）     | | 嘉賓主持人                                                                                   |
| 2017年                       |               |                                | |                                                                                              |
| 1月7日                       | 華視          | 天才衝衝衝（錄影）             | 郭靜，黃安琪，利晴天，李懿，阿布，連靜雯，陳大天，舒子晨，潘若迪，王燦                                  | 宣傳第八張專輯《我們曾相愛》                                                                 |
| 1月19日                      | 三立都會台    | 型男大主廚（錄影）             | 郭靜，李佳薇，動力火車                                                                                  | 〈喬喬拜師一次闖兩關料理大賽〉 宣傳第八張專輯《我們曾相愛》                                  |
| 2月10日                      | 年代MUCH台    | 別讓身體不開心（錄影）         | 郭靜，郭彥均，泰坦TITAN等                                                                               | 〈胸脹淺眠臉長斑 小心悶氣燒毀了肝！〉宣傳第八張專輯《我們曾相愛》                            |
| 2月16日                      | 八大綜合台    | 娛樂百分百（錄影）             | | 〈粉Meeting〉宣傳第八張專輯《我們曾相愛》                                                    |
| 3月3日                       | 八大綜合台    | 娛樂百分百（錄影）             | 郭靜，左光平，郭惟晨，吳以悠，安歆澐，夏宇童，梁凱莉                                                    | 〈郭靜歌唱大賽〉                                                                             |
| 8月18日                      | TVBS          | 小燕有約（錄影）               | 郭靜，小嫻，陸明君                                                                                      | 〈娛樂新聞 開麥啦!!〉                                                                        |
| 2018年                       |               |                                | |                                                                                              |
| 8月24日                      | 江苏卫视      | 金曲捞之挑战主打歌             | | 金曲守护人                                                                                   |
| 11月4日                      | 江苏卫视      | 蒙面唱將猜猜猜 (第三季)        | | 猜評陣容                                                                                     |
| 12月1日，12月8日             | 中視          | 綜藝玩很大（錄影）             | 郭靜，蘿莉塔，敖犬，嘻小瓜，詹子晴，Una                                                                 |                                                                                              |
| 2019年                       |               |                                | |                                                                                              |
| 9月22日                      | 八大第一台    | 就愛瘋音樂（錄影）             | 郭靜，林凡                                                                                              | 〈意想不到的好朋友〉                                                                         |
| 2020年                       |               |                                | |                                                                                              |
| 3月22日                      | 三立都會台    | 拜託了女神（錄影）             | 郭靜，筱薇，YOYO，Helen，柯柯                                                                           | 〈女神急診室〉                                                                               |
| 4月11日                      | 浙江衛視      | 天賜的聲音（錄影）             | 郭靜，尤長靖                                                                                            |                                                                                              |
| 4月18日                      | 華視          | 天才衝衝衝（錄影）             | 郭靜，陳璇，孫可芳，Apple，黃志瑋，許孟哲，聶雲，葛丞，宋柏緯，康茵茵，張棋惠，GINO                     |                                                                                              |
| 6月27日                      | 華視          | 天才衝衝衝（錄影）             | 郭靜，都拉斯，貝童彤，潘若迪，徐瑋吟，陳大天，陳瑋薇，何美，玉兔，JR                                    | 〈端午節特別企劃〉                                                                           |
| 8月22日                      | 央視音樂頻道  | 全球中文音樂榜上榜（Live）     | | 打榜單曲《我想要有人為我傷心》                                                               |
| 12月2日                      | 中天綜合台    | 小明星大跟班（錄影）           | 郭靜，EASON，茵芙，馬力歐，黃喬歆                                                                       | 〈你有火眼金睛嗎？ ！人不可貌相猜謎王！ ！〉宣傳單曲《流浪貓小虎》                           |
| 12月7日                      | 中天綜合台    | 同學來了（錄影）               | 郭靜，無尊，蘿莉塔                                                                                      | 〈為「她」瘋狂為「他」著迷驚！！偶像竟被這樣對待…〉宣傳單曲《流浪貓小虎》，《我非獨自生活》  |
| 12月16日                     | 三立都會台    | 綜藝大熱門（錄影）             | 郭靜，蔡秋鳳，李佳薇，Lala，Miusa，嘻小瓜，馬采凌，劉艾立，MC耀宗                                       | 〈進KTV別再開導唱！原唱闖包廂一起卡拉OK！？〉宣傳單曲《流浪貓小虎》，《我非獨自生活》        |
| 12月16日                     | 東森綜合台    | 全民星攻略（錄影）             | 郭靜，張旖旂，苗星，陳芳語，高以馨，洗菜                                                                | 〈瘋狂貓奴大集合〉宣傳單曲《流浪貓小虎》，《我非獨自生活》                                   |
| 12月19日                     | 衛視中文台    | 比賽開始（錄影）               | 郭靜，琳妲，陳為民，曾國城                                                                              | 宣傳單曲《我非獨自生活》                                                                     |
| 12月19日，12月26日           | 中視          | 綜藝玩很大（錄影）             | 郭靜，許凱皓，千田愛紗，李佳薇，侯昌明，李佳穎，安心亞                                                  | 宣傳單曲《流浪貓小虎》                                                                       |
| 12月28日                     | 三立都會台    | 型男大主廚（錄影）             | 郭靜，張文綺                                                                                            | 〈型男出門去 超商挑戰賽〉宣傳單曲《我非獨自生活》                                            |
| 2021年                       |               |                                | |                                                                                              |
| 1月2日                       | 華視          | 天才衝衝衝（錄影）             | 郭靜，巫苡萱，陳志強，貝童彤，蔣偉文，焦凡凡，舒子晨，JR，林俊逸，張棋惠                                | 宣傳單曲《我非獨自生活》                                                                     |
| 1月6日                       | 衛視中文台    | 歡樂智多星決戰海盜桶（錄影）   | 郭靜，蘿莉塔，惟毅，陳艾熙，鍾欣凌，李玉璽                                                              | 宣傳單曲《我非獨自生活》和舞台劇《生命中最美好的5分鐘》                                      |
| 1月17日                      | 中視          | 飢餓遊戲（錄影）               | 郭靜，都拉斯，阿喜，林真亦，BEN，楊晨熙，朱宇謀                                                         | 〈獵人獎金追捕戰〉宣傳單曲《我非獨自生活》                                                   |
| 1月21日                      | MTV           | 我愛偶像（錄影）               | | 〈MUSIC UP〉宣傳單曲《流浪貓小虎》，《我非獨自生活》和舞台劇《生命中最美好的5分鐘》          |
| 1月23日                      | 台視          | 綜藝3國智（錄影）              | 郭靜，馬力歐                                                                                            | 〈年終掃除挑戰賽〉宣傳單曲《我非獨自生活》                                                   |
| 1月28日                      | 八大綜合台    | 娛樂百分百（錄影）             | | 〈貳拾捌Cafe〉宣傳單曲《流浪貓小虎》，《我非獨自生活》                                       |
| 2月1日                       | TVBS歡樂台    | 食尚玩家熱血48小時（錄影）     | | 〈超基秘！巷仔內激推美食〉宣傳單曲《我非獨自生活》和舞台劇《生命中最美好的5分鐘》            |
| 2月12日                      | 三立都會台    | 綜藝大熱門（錄影）             | | 〈一下音樂 我就知道哪首歌！過年猜歌搶紅包〉                                                  |
| 2月23日                      | 衛視中文台    | 請問 你是哪裡人（錄影）        | 郭靜，楊奇煜，藍藍，小百合，楊子儀，曾子余，木木，魯芝善                                                | 〈守護草莓料理大作戰！「莓」想到還能這樣吃！？〉宣傳舞台劇《生命中最美好的5分鐘》            |
| 2月25日                      | 三立都會台    | 型男大主廚（錄影）             | 郭靜，趙正平，楊奇煜                                                                                    | 〈過年收新操 歡喜慶元宵 五星級創意元宵料理〉宣傳舞台劇《生命中最美好的5分鐘》                |
| 2月27日                      | 華視          | Live ASIA 超級週末現場（錄影） | | 〈經典傳奇〉                                                                                 |
| 3月2日                       | 三立都會台    | 型男大主廚（錄影）             | 郭靜，張文綺，何美                                                                                      | 〈長江後浪推前浪 五星級軟殼龍蝦料理〉                                                        |
| 3月6日                       | 華視          | 天才衝衝衝（錄影）             | 郭靜，巫苡萱，無尊，徐小可，侯昌明，屈中恆，Una，夏語心，張立東，沈玉琳                                 | 宣傳舞台劇《生命中最美好的5分鐘》                                                            |
| 4月29日                      | 東風衛視      | 單身行不行（錄影）             | 郭靜，楊奇煜，盧學叡，譚敦慈，吳若權                                                                    | 〈痛苦過後 生命如此美好！〉宣傳舞台劇《生命中最美好的5分鐘》                                 |
| 5月19日                      | 三立都會台    | 綜藝大熱門（錄影）             | 郭靜，張齡予，關韶文，邵大倫，陳勢安                                                                    | 〈KTV點到什麼唱什麼！歌手能駕馭網友指定曲嗎?〉宣傳《讚聲演唱會》                             |
| 5月19日                      | 三立都會台    | 國光幫幫忙之上課嘜亂來（錄影） | 郭靜，技安，小吳，龍龍                                                                                  | 〈音痴訓練班 他們的聲音想被拯救〉宣傳《讚聲演唱會》                                          |
| 7月18日                      | 中視          | 飢餓遊戲（錄影）               | | 〈經典遊戲合作賽〉                                                                           |
| 10月9日,10月16日,10月23日    | 中視          | 綜藝玩很大（錄影）             | 郭靜，炎亞綸，謝坤達，李佳穎，千田愛紗，吳映潔                                                          | 〈玩很大 七週年感謝祭〉                                                                      |
| 10月23日                     | 華視          | 天才衝衝衝（錄影）             | 郭靜，焦凡凡，林逸欣，林俊逸，蔣偉文，鄔又曦，陳大天，沈玉琳                                            |                                                                                              |
| 10月23日                     | ETtoday新聞雲 | Be The One A級戰場（錄影）     | 郭靜，王少偉                                                                                            | Carry夥伴                                                                                    |
| 11月28日                     | TVBS歡樂台    | #T-POP我們聽大的!!（錄影）     | |                                                                                              |
| 12月19日                     | 東森綜合台    | 婚禮歌手（錄影）               | |                                                                                              |
| 12月29日                     | 東森綜合台    | 全民星攻略（錄影）             | 郭靜，孫維尼，楊子儀，于晴，卓義峯，J大                                                                 | 〈歌喉讚 聰明擂台賽〉宣傳《讚聲演唱會》                                                      |
| 2022年                       |               |                                | |                                                                                              |
| 1月6日                       | 三立都會台    | 綜藝大熱門（錄影）             | 郭靜，茵聲，許書豪，朱海君                                                                              | 〈聾選粉絲合唱！一開口，偶像會嚇到掉麥嗎！？〉宣傳《讚聲演唱會》                             |
| 1月13日                      | 三立都會台    | 型男大主廚（錄影）             | 郭靜，吳映潔                                                                                            | 〈瘋癲活潑卡好猜？冷靜內斂卡會演？五星級烏魚料理秀〉宣傳《讚聲演唱會》                       |
| 1月17日                      | TVBS歡樂台    | 11點熱吵店（錄影）             | 郭靜，陳大天，林芯儀，盧學叡，高以馨，陳威全                                                            | 〈失戀還等得到下一個天亮嗎？愛情療傷一定要聽的一首歌…〉宣傳《讚聲演唱會》                    |
| 1月31日                      | 華視          | 天才衝衝衝（錄影）             | 郭靜，陳瑋薇，張立東，玉兔，都拉斯，何蓓蓓，黃豪平，夏語心，楊子儀，潘若迪                              | 除夕特別節目                                                                                 |
| 3月22日                      | TVBS歡樂台    | 食尚玩家魚肉鄉民（錄影）       | | 〈台北有一道牆 郭靜發現美食的窗〉                                                            |
| 4月16日                      | 年代MUCH台    | 那些年那些歌（錄影）           | 郭靜，蔡旻佑                                                                                            |                                                                                              |
| 4月24日                      | 公視          | 姐妹們的音樂萬萬歲（錄影）     | 郭靜，吳汶芳，解偉苓                                                                                    | 〈女孩們一起去旅行〉                                                                         |
| 5月24日                      | 三立都會台    | 愛玩客歡迎光臨（錄影）         | | 〈管家開工！首位貴客蒞臨〉                                                                   |
| 7月19日                      | 八大綜合台    | 娛樂百分百（Live）             | | 宣傳EP《So Lucky》                                                                           |
| 7月27日                      | 三立都會台    | 完全娛樂（Live）               | | 宣傳EP《So Lucky》                                                                           |
| 7月27日                      | 東森超視      | 王牌諜對諜（錄影）             | 郭靜，李佳薇，黃豪平，陳大天                                                                            | 宣傳EP《So Lucky》                                                                           |
| 8月2日                       | 東森綜合台    | 全民星攻略（錄影）             | 郭靜，葉星辰，阿爆，阿拉斯，殷正洋，李文瑗                                                              | 〈三代同堂音樂人〉宣傳EP《So Lucky》                                                         |
| 8月7日                       | 緯來綜合台    | 大胃王來了！東西軍（錄影）     | 郭靜，邵阿咩，小慧，阿冠                                                                                | 〈基隆巷仔內美食大挑戰〉宣傳EP《So Lucky》                                                   |
| 8月8日                       | 東森綜合台    | 小姐不熙娣（錄影）             | 郭靜，劉雨柔，林惟毅，楊雅筑，朱琦郁，筱筱                                                              | 〈讓我又愛又恨的你 是上天派來毀滅我的嗎？！〉宣傳EP《So Lucky》                              |
| 8月9日，8月10日              | 三立都會台    | 型男大主廚（錄影）             | 郭靜，鍾欣凌，Matzka                                                                                    | 〈型男環台料理賽 #嘉義篇〉宣傳EP《So Lucky》                                                 |
| 8月11日                      | 三立都會台    | 綜藝大熱門（錄影）             | 郭靜，柯有倫，林育羣，卓義峯，九九，陳忻玥                                                              | 〈這組合是來自天堂的魔鬼！把好友的歌唱到並軌！〉宣傳EP《So Lucky》                           |
| 8月15日                      | 中天綜合台    | 小明星大跟班（錄影）           | 郭靜，曾沛慈，曾韻璇，邱軍，吳是閎，陳思函，大根，小優，嘻小瓜，阿虎，餅乾，夏乙薇                      | 〈她們的情歌 陪我度過情傷的日子〉宣傳EP《So Lucky》                                          |
| 8月17日                      | 中天綜合台    | 同學來了（錄影）               | 郭靜，阿喜，夏語心，蘿莉塔等                                                                            | 〈男人從事這些職業真的是芭比Q了？！你們讓女人怕怕！！不敢嫁啦！！〉宣傳EP《So Lucky》        |
| 9月2日                       | TVBS歡樂台    | 食尚玩家熱血48小時（錄影）     | | 〈台北吃到嘉義 療癒美食巴士發車〉宣傳EP《So Lucky》                                          |
| 9月7日                       | 東森超視      | 我就問 你正常嗎?（錄影）       | 郭靜，王彩樺，劉璇，楊子儀等                                                                            | 〈有拜有保庇？沒拜出代誌？他們竟然拜出不一樣的人生？！〉宣傳《2022郭靜So Lucky ! 演唱會》    |
| 9月7日                       | TVBS歡樂台    | 11點熱吵店（錄影）             | 郭靜，陳大天，邱慧雯，小鐘，黃號，朵莉，DODO，周子逸，薀帆                                              | 〈近水樓台先得月？！擦槍走火意外點燃愛火…〉宣傳EP《So Lucky》和《2022郭靜So Lucky ! 演唱會》 |
| 9月15日                      | 三立都會台    | 型男大主廚（錄影）             | 郭靜，楊奇煜，蔡旻佑                                                                                    | 〈偶像派PK搞笑咖 到底誰會演 豪華牡丹蝦料理料理秀〉宣傳舞台劇《生命中最美好的5分鐘》          |
| 9月19日，9月20日             | 八大綜合台    | 娛樂百分百（錄影）             | 郭靜，王思佳，紀卜心                                                                                    | 〈凹嗚小密逃-大胥秘史〉                                                                      |
| 9月22日                      | TVBS歡樂台    | 女人我最大（錄影）             | 郭靜，王彩樺，佳沁，王以路，璟毅，林葉亭                                                                | 〈吊帶一穿就年輕又顯瘦 褲vs.裙怎麼選？〉宣傳EP《So Lucky》和《2022郭靜So Lucky ! 演唱會》    |
| 10月8日                      | 中視          | 綜藝玩很大（錄影）             | 郭靜，琳妲，余祥銓，慈妹，宛宛兒，小鐘，愛語莎                                                          | 宣傳《2022郭靜So Lucky ! 演唱會》                                                            |
| 10月15日                     | 華視          | 天才衝衝衝（錄影）             | 郭靜，陳瑋薇，黃豪平，舒子晨，馬力歐，謝京穎，何美，無尊，張勛傑，都拉斯                                | 宣傳《2022郭靜So Lucky ! 演唱會》                                                            |
| 2023年                       |               |                                | |                                                                                              |
| 1月22日                      | 華視          | 天才衝衝衝（錄影）             | 郭靜，博恩，吳怡霈，鍾欣凌，王中平，沈玉琳，黃姵嘉，陳隨意，李懿，潘若迪，小刀，NONO                    | 新春特別節目《玉兔迎春好運衝衝衝》                                                           |
| 3月17日，3月24日             | 東森綜合台    | 我們練愛吧3（錄影）            | 郭靜，蔡旻佑                                                                                            |                                                                                              |
| 3月18日                      | 台視          | 哈囉！毛小孩（錄影）           | 郭靜，莎莎，茵聲，王彩樺，黃于庭，曾莞婷，徐乃麟，徐新洋                                                |                                                                                              |
| 3月23日，3月30日             | 芒果TV        | 聲生不息·寶島季（錄影）        | 郭靜，趙傳等                                                                                            | 00年代隊加碼演出                                                                             |
| 6月10日                      | 華視          | 天才衝衝衝（錄影）             | 郭靜，陳瑋薇，熊熊，陳志強，孫協志，董梓甯，潘映竹，張立東，楊子儀，楊繡惠                              | 宣傳《喵喵咪呀演唱會 Miāo² Mia》                                                             |
| 12月8日                      | 公視          | 敢動應援團（錄影）             | | 應援神隊友                                                                                   |
| 12月30日                     | 中視          | 綜藝玩很大（錄影）             | 郭靜，陳漢典，何妤玟，孟潔，馮晨軒，海產，Vicky                                                         | 宣傳《喂 你在幹嘛 演唱會》                                                                   |
| 2024年                       |               |                                | |                                                                                              |
| 1月1日                       | 東森綜合台    | 全民星攻略（錄影）             | 郭靜，葉星辰，沈震東，太田拓郎，三木奮，心茗+Bido                                                       | 〈全台美食博覽會〉宣傳《喂 你在幹嘛 演唱會》                                                 |
| 1月25日                      | 三立都會台    | 綜藝大熱門（錄影）             | 郭靜，閻奕格，林曉培，BOOM!怪物星人，Jocelyn 9.4.0，蝶香                                                | 〈全民校園大挑戰！學生新偶像Ft前輩！！〉宣傳《喂 你在幹嘛 演唱會》                           |
| 2月3日                       | 中視          | 綜藝玩很大（錄影）             | 郭靜，丁噹，張棋惠，盧學叡，炸炸裂吧！女孩，幻藍小熊，PINK FUN，BOOM!怪物星人                           |                                                                                              |
| 2月10日                      | 華視          | 天才衝衝衝（錄影）             | 郭靜，謝宜君，陳隨意，米可白，王中平，潘若迪，屈中恆，徐小可，阿Ben，博恩，筠熹，黃文星，馬力歐，郭子乾 | 新春特別節目《龍華富貴衝衝衝》                                                               |
| 2月17日，2月24日             | 中視          | 綜藝玩很大（錄影）             | 郭靜，彭小刀，柯有倫，何美，雷艾美                                                                      |                                                                                              |
| 8月10日、8月17日、8月24日    | 中視          | 綜藝玩很大（錄影）             | 郭靜，邱勝翊，Miusa，陳勢安，晏柔中，魏如昀                                                             |                                                                                              |
| 2025年                       |               |                                | |                                                                                              |
| 5月25日、6月1日、6月8日      | 中視          | 綜藝玩很大（錄影）             | 郭靜，何美，紀卜心，雷艾美，陳漢典，彭小刀                                                              |                                                                                              |
| 7月4日                       | 公視          | 誰來晚餐16（錄影）             | |                                                                                              |

### 短片
- 2012年：董氏基金會憂鬱症防治短片《16歲，那年》
- 2022年：這群人《各種經典癖好一次看到飽》
- 2022年：這群人《奧客大戰奧服務員》

### 音樂錄像
| 歌曲名稱             | 歌手                                       | 備註                                 |
| 2005年               |                                            |                                      |
| 誰是MVP              | 潘瑋柏                                     |                                      |
| 2005年               |                                            |                                      |
| 夢不落               | 孫燕姿                                     |                                      |
| 愛神惡作劇           | Sweety                                     |                                      |
| 2006年               |                                            |                                      |
| 慶祝                 | 杨丞琳                                     |                                      |
| 2007年               |                                            |                                      |
| 我不想忘記你         | 郭靜                                       | 周詠軒參演                           |
| 仨人                 | 張韶涵、范瑋琪、郭靜                       | 李博翔參演                           |
| 想個不停             | 郭靜                                       | 彭于晏參演                           |
| 麻雀                 | 郭靜                                       | 周詠軒參演                           |
| 你的香氣             | 郭靜                                       | 李家慶參演                           |
| Leave                | 郭靜                                       |                                      |
| 2008年               |                                            |                                      |
| 下一個天亮           | 郭靜                                       | 周詠軒參演                           |
| 知道                 | 郭靜                                       |                                      |
| 百分百               | 郭靜                                       | 許君豪參演                           |
| 大玩笑               | 郭靜                                       | 陳漢典參演                           |
| 愛情訊息             | 郭靜                                       |                                      |
| 不藥而癒             | 郭靜                                       |                                      |
| 2009年               |                                            |                                      |
| 在樹上唱歌           | 郭靜                                       | 周詠軒參演                           |
| 明白                 | 郭靜                                       | 寇家瑞參演                           |
| 心牆                 | 郭靜                                       | 原唱：林采欣 萬子豪參演              |
| 簡單                 | 郭靜                                       |                                      |
| GOODBYE              | 郭靜                                       |                                      |
| 2010年               |                                            |                                      |
| Encore LaLa          | 郭靜                                       | 白歆惠參演                           |
| 嫁妝                 | 郭靜                                       | 謝沛恩、李運慶參演                   |
| 聊天                 | 郭靜                                       | 陳喬恩參演                           |
| 總算我們也愛過       | 郭靜                                       | 周詠軒參演                           |
| 每一天都不同         | 郭靜                                       |                                      |
| 想你笑               | 黃雅莉                                     |                                      |
| 2011年               |                                            |                                      |
| 陪著我的時候想著她   | 郭靜                                       | 宥勝參演                             |
| 下一個奇蹟           | 郭靜                                       | 李程彬參演                           |
| 軟綿綿               | 郭靜                                       |                                      |
| 往未來飛的客機       | 郭靜                                       | 藍雅芸參演                           |
| 離開                 | 郭靜                                       | 李柏偉參演                           |
| 2012年               |                                            |                                      |
| 我們都能幸福著       | 郭靜                                       | 陳子胤參演                           |
| 回憶的閣樓           | 郭靜                                       | 楊鎮參演                             |
| 別去問他好嗎         | 郭靜                                       | 周洺甫參演                           |
| 2013年               |                                            |                                      |
| 隨意                 | 郭靜                                       |                                      |
| 致純靜               | 郭靜                                       | 周詠軒參演                           |
| 你眼中的我           | 郭靜                                       | 郭鑫參演                             |
| 傲慢與偏見           | 郭靜                                       | 周詠軒參演                           |
| 小聲音               | 郭靜                                       | 周詠軒參演                           |
| 2014年               |                                            |                                      |
| 即溶愛人             | 郭靜                                       | 李國毅參演                           |
| 不還                 | 郭靜                                       | 吳仲強參演                           |
| 還有什麼好在意       | 郭靜                                       | 王柏傑參演                           |
| 我不是你的那首情歌   | 郭靜                                       |                                      |
| 2015年               |                                            |                                      |
| 依靠                 | 周慧敏                                     |                                      |
| 放肆一下             | 福茂女朋友 LGF (郭靜+曾靜玟+吳汶芳+曾沛慈) | 「Fun 4 一夏」福茂女朋友演唱會主題歌 |
| 幸福不設限           | 郭靜                                       |                                      |
| Be OK                | 郭靜                                       |                                      |
| 可惜                 | 郭靜                                       |                                      |
| 2016年               |                                            |                                      |
| 忘了如何遺忘         | 郭靜                                       |                                      |
| 拍檔                 | 郭靜                                       | 曲獻平參演                           |
| 該忘的日子           | 郭靜                                       | 晏柔中參演                           |
| 風景舊曾諳           | 郭靜、韋禮安                               |                                      |
| 2017年               |                                            |                                      |
| 分手看看             | 郭靜                                       | 范姜彥豐參演                         |
| 忘了如何遺忘(第二版) | 郭靜                                       |                                      |
| 遇見新的我           | 郭靜                                       |                                      |
| 分開不是誰不好       | 郭靜                                       |                                      |
| 2020年               |                                            |                                      |
| 我非獨自生活         | 郭靜                                       |                                      |
| 2022年               |                                            |                                      |
| 你怎麼還不睡呢       | 郭靜                                       | 黃宏軒參演                           |
| 一起痛過的幸福       | 郭靜                                       | 葉星辰參演                           |
| So Lucky             | 郭靜、 鼓鼓 呂思緯                         |                                      |

## 平面作品

### 插畫
| 日期                       | 展覽名稱                               | 場地                                        |
| -------------------------- | -------------------------------------- | ------------------------------------------- |
| 2019年10月2日-11月30日     | 《綻放內心》 郭靜迷你插畫個展          | 新光三越A11 3F wA11wide 轉角藝術            |
| 2022年8月2日-8月31日       | 《郭靜x浪愛So Lucky》 流浪動物公益特展 | 新光三越A11 3F wA11wide 轉角藝術            |
| 2023年10月1日-2024年1月1日 | 《喵的多重宇宙》 創作藝術展            | 新光三越台中中港店 7F Deco Gallery 設計藝廊 |

## 廣告代言与電視廣告歌曲
| 年份         | 產品名稱                                  | 合作藝人 | 備註                                             |
| 2008年       | 嬌生ACUVUE睛漾隱形眼鏡                    |          |                                                  |
| 2008年       | 美國棉(COTTON USA)年度廣告代言人          |          | 《百分百》——《美國棉2008主題曲》                 |
| 2009年       | 美國棉(COTTON USA)年度廣告代言人(連續2年) | 小宇     | 《在樹上唱歌》——《美國棉2009主題曲》             |
| 2009年       | 楓之谷皇家騎士團                          |          | 《簡單》——《電玩楓之谷廣告曲》                   |
| 2010年       | 台灣飛利浦 - 年度代言                     |          |                                                  |
| 2010年       | 美國棉(COTTON USA)年度廣告代言人          | 浪花兄弟 | 《嫁妝》——《美國棉2010主題曲》                   |
| 2010年       | 台北 國際無車日 年度代言人                | 盧廣仲   |                                                  |
| 2010年       | 簡單生活節                                | 蛋堡     |                                                  |
| 2010年       | 台北資訊月                                |          |                                                  |
| 2011年7月1日 | 怡丽新素肌感 衛生棉 年度代言人            |          | 臉書上發佈                                       |
| 2011年       | 雅芳                                      |          |                                                  |
| 2013年       | V-smart耳機                               |          |                                                  |
| 2015年       | 7-ELEVEN世界巧克力大賞廣告代言人          |          | 《幸福不設限》——《2015世界巧克力大賞廣告主題曲》 |
| 2015年       | GOTO 2016春季系列時尚手錶代言人           |          |                                                  |
| 2015年       | 2015 7-ELEVEN高雄啤酒節代言人             |          | 《Be OK》活動主題曲                              |
| 2021年       | Laler菈楽系列商品代言人                   |          |                                                  |
| 2025年       | AQUAMAX奧科美氏品牌代言人                 |          |                                                  |

## 獎項
| 年份   | 頒獎典禮                    | 獎項                           | 作品               | 結果 |
| ------ | --------------------------- | ------------------------------ | ------------------ | ---- |
| 2007年 | 雪碧流行音樂榜              | 台灣地區最優秀新人獎           | 《我不想忘記你》   | 獲獎 |
| 2007年 | 北京流行音樂典禮            | 年度最受歡迎新人               | 《我不想忘記你》   | 提名 |
| 2007年 | KKBOX風雲榜                 | 女歌手點播冠軍                 | 《我不想忘記你》   | 獲獎 |
| 2007年 | 中國原創流行榜              | 最受歡迎新人獎                 | 《我不想忘記你》   | 獲獎 |
| 2008年 | MusicRadio中國TOP音樂排行榜 | 港台最具潛力新人獎             | 《我不想忘記你》   | 獲獎 |
| 2008年 | KKBOX風雲榜                 | 年度最佳新人獎                 | 《我不想忘記你》   | 獲獎 |
| 2009年 | 第20屆金曲獎                | 年度歌曲獎                     | 《下一個天亮》     | 提名 |
| 2009年 | 雪碧流行音樂榜              | 至IN彩鈴獎                     | 《下一個天亮》     | 獲獎 |
| 2009年 | 雪碧流行音樂榜              | 港台飛躍進步獎                 | 《下一個天亮》     | 獲獎 |
| 2009年 | 全球華語音樂榜中榜          | 最佳新進歌手                   | 《下一個天亮》     | 提名 |
| 2009年 | YouthBox音樂大典            | 最受歡迎二十大金曲             | 《下一個天亮》     | 提名 |
| 2009年 | KKBOX風雲榜                 | 十大風雲歌手                   | 《下一個天亮》     | 獲獎 |
| 2009年 | KKBOX風雲榜                 | 年度歌手                       | 《心牆》           | 獲獎 |
| 2010年 | 音樂先鋒榜                  | 港台十大先鋒金曲               | 《在樹上唱歌》     | 獲獎 |
| 2010年 | 第21屆金曲獎                | 年度歌曲獎                     | 《在樹上唱歌》     | 提名 |
| 2010年 | KKBOX風雲榜                 | 十大風雲歌手                   | 《在樹上唱歌》     | 獲獎 |
| 2010年 | 中國原創音樂流行榜          | 年度盛典台灣地區最具潛質歌手獎 | 《在樹上唱歌》     | 獲獎 |
| 2010年 | 中國原創音樂流行榜          | 台灣地區至In彩鈴獎             | 《心牆》           | 獲獎 |
| 2010年 | 第8屆東南勁爆音樂榜頒獎禮   | 勁爆港台地區最受歡迎女歌手獎   | 《你朋友》         | 獲獎 |
| 2011年 | MusicRadio中國TOP音樂排行榜 | 港台校園人氣女歌手獎           | 《在樹上唱歌》     | 提名 |
| 2012年 | Hito流行音樂獎              | 校園人氣歌手                   | 《我們都能幸福著》 | 獲獎 |
| 2012年 | 中國原創音樂流行榜          | 台灣地區最具潛質歌手獎         | 《我們都能幸福著》 | 獲獎 |
| 2012年 | 中國原創音樂流行榜          | 港台金曲獎                     | 《往未來飛的客機》 | 獲獎 |
| 2013年 | 音悦V榜年度盛典             | 年度MV                         | 《我們都能幸福着》 | 獲獎 |
| 2015年 | Hito流行音樂獎              | 最佳情歌演繹                   | 《豔遇》           | 獲獎 |
| 2015年 | MusicRadio中國TOP音樂排行榜 | 國語金曲獎                     | 《豔遇》           | 獲獎 |
| 2015年 | MusicRadio中國TOP音樂排行榜 | 年度DJ最愛藝人獎               | 《豔遇》           | 獲獎 |
| 2015年 | 勁歌王金曲金榜              | 年度DJ最愛藝人獎               | 《豔遇》           | 獲獎 |
| 2015年 | 勁歌王金曲金榜              | 年度金曲獎                     | 《即溶愛人》       | 獲獎 |
| 2016年 | MTV最強音亞洲大勢音樂演唱會 | 亞洲大勢歌手                   | 《我們曾相愛》     | 獲獎 |
| 2017年 | Hito流行音樂獎              | hito 年度K歌（女）             | 《該忘的日子》     | 獲獎 |